# Tech 3
Tech 3 — спортивна мотогоночна команда, яка бере участь у чемпіонаті світу з шосейно-кільцевих мотоперегонів серії MotoGP. Заснована у 1989 році. Базується у Борм-ле-Мімоза, Франція.

## Історія
Команда була заснована екс-гонщиком Ерве Поншаралем, інженером Гаєм Кулоном та Бернардом Мартіньяком. У чемпіонаті світу MotoGP команда дебютувала у 1990 році в класі 250cc, використовуючи мотоцикли Honda і Suzuki. У 1999 році команда стала заводською командою Yamaha, в результаті чого в 2000 році гонщики команди, Олів'є Жаке та Шинья Накано, зайняли перше і друге місця в чемпіонаті світу відповідно.
У 2001 році команда дебютувала у «королівському» класі 500cc разом з Yamaha, щоправда, втративши заводську підтримку. Жаке і Накано отримали у своє розпорядження мотоцикли YZR500.
До кінця сезону 2002 року «Tech 3» отримала у своє розпорядження нові мотоцикли YZR-M1. У 2006 і 2007 команда використовувала шини Dunlop, але повернулася до використання Michelin в 2008 році.
У сезоні 2008, команду представляли дворазовий і чинний чемпіон світу у серії Супербайк Джеймс Тоузленд (2004 та 2007) та дворазовий чемпіон світу Супербайк Колін Едвардс (2000 та 2002).
У 2010 році Тоузленда замінив Бен Спіс. Останній закінчив сезон на шостому місці, в той час як Едвардс був одинадцятим. У новому класі Moto2, пілот «Tech 3» Юкі Такахасі закінчив сезон на дванадцятому місці, тоді як Рафаеле де Роса закінчив сезон 27-им, використовуючи двигуни Honda на шасі власної розробки «Tech 3».
У 2011 році Бен Спіс перейшов до заводської команди «Yamaha», на його місце був взятий британський гонщик Кел Кратчлоу, другим гонщиком залишався Колін Едвардс.
У 2012 році Кратчлоу продовжив свій контракт з «Tech 3» ще на два роки, тоді як на заміну Едвардсу був взятий італієць Андреа Довіціозо.
На сезон 2013 Довіціозо перебрався до «Ducati Corse», а його місце зайняв Бредлі Сміт. У розпал сезону, напередодні Гран-Прі Сан Марино, було офіційно повідомлено про продовження співпраці команди з Yamaha до кінця 2015 року.
Після закінчення сезону 2013 Кратчлоу пішов шляхом Довіціозо, перебравшись до «Ducati Corse», а на його місце був взятий чемпіон класу Moto2 Пол Еспаргаро. Найвищим досягненням гонщиків команди у сезоні 2014 в класі MotoGP стало 3-є місце Сміта на Гран-Прі Австралії, натомість у класі Moto2 найкращими фінішами Кардуса та Шрьоттера стали 7-і місця у Каталонії та Австралії відповідно.
На сезон 2015 склад команди залишився незмінним. В розпал чемпіонату, напередодні Гран-Прі Індіанаполісу, Ріккі Кардус, що не здобув до цього жодного очка, був замінений на іншого іспанського гонщика, Хав'єра Вієржа. Загалом же сезон склався досить успішно для команди. Бредлі Сміт став одним із двох гонщиків, що фінішували у всіх гонках в заліковій зоні (разом із Валентіно Россі), здобувши також один подіум (друге місце на Гран-Прі Сан Марино), а Пол Еспаргаро, хоча й не фінішував у п'яти гонках, проте також продемонстрував достойні результати. Це дозволило команді розмітитись на четвертому місці загального заліку «королівського» класу, випередивши навіть заводську команду «Team Suzuki Ecstar». В класі Moto2 виступи гонщиків команди були менш успішними, мотоцикл Mistral 610 не давав їм можливості на рівні боротись з пілотами на Kalex Moto2, а тому їхня участь зводилась лише до боротьби за потрапляння в очкову зону.

## Статистика виступів

### У розрізі сезонів
| Сезон | Клас   | Назва команди             | Мотоцикл                     | №  | Гонщик           | Гонки | Пер | Под | ПП | НК | ОГ    | МГ | Очки | Місце |
| ----- | ------ | ------------------------- | ---------------------------- | -- | ---------------- | ----- | --- | --- | -- | -- | ----- | -- | ---- | ----- |
| 2001  | 500cc  | Gauloises Yamaha Tech 3   | Yamaha YZR 500               | 56 | Шин'я Накано     | 15    | 0   | 1   | 0  | 1  | 155   | 5  | —    | —     |
| 2001  | 500cc  | Gauloises Yamaha Tech 3   | Yamaha YZR 500               | 19 | Олів'є Жаке      | 13    | 0   | 0   | 0  | 0  | 59    | 15 | —    | —     |
| 2002  | MotoGP | Gauloises Yamaha Tech 3   | Yamaha YZR 500 Yamaha YZR-M1 | 19 | Олів'є Жаке      | 16    | 0   | 0   | 0  | 0  | 81    | 10 | 149  | 5     |
| 2002  | MotoGP | Gauloises Yamaha Tech 3   | Yamaha YZR 500 Yamaha YZR-M1 | 56 | Шин'я Накано     | 16    | 0   | 0   | 1  | 0  | 68    | 11 | 149  | 5     |
| 2003  | MotoGP | Gauloises Yamaha Team     | Yamaha YZR-M1                | 4  | Алекс Баррош     | 15    | 0   | 1   | 0  | 0  | 101   | 9  | 172  | 6     |
| 2003  | MotoGP | Gauloises Yamaha Team     | Yamaha YZR-M1                | 19 | Олів'є Жаке      | 15    | 0   | 0   | 0  | 0  | 71    | 12 | 172  | 6     |
| 2004  | MotoGP | Fortuna Gauloises Tech 3  | Yamaha YZR-M1                | 33 | Марко Меландрі   | 15    | 0   | 2   | 0  | 0  | 75    | 12 | 149  | 6     |
| 2004  | MotoGP | Fortuna Gauloises Tech 3  | Yamaha YZR-M1                | 17 | Норіфумі Абе     | 16    | 0   | 0   | 0  | 0  | 74    | 13 | 149  | 6     |
| 2005  | MotoGP | Fortuna Yamaha Team       | Yamaha YZR-M1                | 24 | Тоні Еліас       | 14    | 0   | 0   | 0  | 0  | 74    | 12 | 130  | 7     |
| 2005  | MotoGP | Fortuna Yamaha Team       | Yamaha YZR-M1                | 17 | Рубен Хаус       | 16    | 0   | 0   | 0  | 0  | 52    | 16 | 130  | 7     |
| 2005  | MotoGP | Fortuna Yamaha Team       | Yamaha YZR-M1                | 94 | Давід Чека       | 3     | 0   | 0   | 0  | 0  | 4     | 26 | 130  | 7     |
| 2006  | MotoGP | Tech 3 Yamaha             | Yamaha YZR-M1                | 7  | Карлос Чека      | 17    | 0   | 0   | 0  | 0  | 75    | 15 | 101  | 9     |
| 2006  | MotoGP | Tech 3 Yamaha             | Yamaha YZR-M1                | 77 | Джеймс Еллісон   | 17    | 0   | 0   | 0  | 0  | 26    | 18 | 101  | 9     |
| 2007  | MotoGP | Dunlop Yamaha Tech 3      | Yamaha YZR-M1                | 50 | Сільвен Гвінтолі | 18    | 0   | 0   | 0  | 0  | 50    | 16 | 88   | 8     |
| 2007  | MotoGP | Dunlop Yamaha Tech 3      | Yamaha YZR-M1                | 6  | Макото Тамада    | 18    | 0   | 0   | 0  | 0  | 38    | 18 | 88   | 8     |
| 2008  | MotoGP | Tech 3 Yamaha             | Yamaha YZR-M1                | 5  | Колін Едвардс    | 18    | 0   | 2   | 1  | 0  | 144   | 7  | 249  | 4     |
| 2008  | MotoGP | Tech 3 Yamaha             | Yamaha YZR-M1                | 52 | Джеймс Тоузленд  | 18    | 0   | 0   | 0  | 0  | 105   | 11 | 249  | 4     |
| 2009  | MotoGP | Tech 3 Yamaha             | Yamaha YZR-M1                | 5  | Колін Едвардс    | 17    | 0   | 1   | 0  | 0  | 161   | 5  | 253  | 4     |
| 2009  | MotoGP | Tech 3 Yamaha             | Yamaha YZR-M1                | 52 | Джеймс Тоузленд  | 17    | 0   | 0   | 0  | 0  | 92    | 14 | 253  | 4     |
| 2010  | MotoGP | Monster Yamaha Tech 3     | Yamaha YZR-M1                | 11 | Бен Спіс         | 17    | 0   | 2   | 1  | 0  | 176   | 6  | 279  | 4     |
| 2010  | MotoGP | Monster Yamaha Tech 3     | Yamaha YZR-M1                | 5  | Колін Едвардс    | 18    | 0   | 0   | 0  | 0  | 103   | 11 | 279  | 4     |
| 2010  | Moto2  | Tech 3 Racing             | Tech 3 Mistral 610           | 72 | Юкі Такахасі     | 17    | 1   | 2   | 0  | 0  | 86    | 12 | —    | —     |
| 2010  | Moto2  | Tech 3 Racing             | Tech 3 Mistral 610           | 35 | Рафаеле де Роса  | 17    | 0   | 0   | 0  | 0  | 15    | 27 | —    | —     |
| 2011  | MotoGP | Monster Yamaha Tech 3     | Yamaha YZR-M1                | 5  | Колін Едвардс    | 15    | 0   | 1   | 0  | 0  | 109   | 9  | 188  | 5     |
| 2011  | MotoGP | Monster Yamaha Tech 3     | Yamaha YZR-M1                | 35 | Кел Кратчлоу     | 16    | 0   | 0   | 0  | 0  | 70    | 12 | 188  | 5     |
| 2011  | MotoGP | Monster Yamaha Tech 3     | Yamaha YZR-M1                | 41 | Джош Хеєс        | 1     | 0   | 0   | 0  | 0  | 9     | 19 | 188  | 5     |
| 2011  | Moto2  | Tech 3 Racing             | Tech 3 Mistral 610           | 38 | Бредлі Сміт      | 16    | 0   | 3   | 0  | 1  | 121   | 7  | —    | —     |
| 2011  | Moto2  | Tech 3 Racing             | Tech 3 Mistral 610           | 63 | Майк Ді Меліо    | 17    | 0   | 0   | 0  | 0  | 30    | 23 | —    | —     |
| 2011  | Moto2  | Tech 3 B                  | Tech 3 Mistral 610           | 19 | Ксав'є Сімеон    | 17    | 0   | 0   | 0  | 0  | 23    | 26 | —    | —     |
| 2012  | MotoGP | Monster Yamaha Tech 3     | Yamaha YZR-M1                | 4  | Андреа Довіціозо | 18    | 0   | 6   | 0  | 0  | 218   | 4  | 369  | 3     |
| 2012  | MotoGP | Monster Yamaha Tech 3     | Yamaha YZR-M1                | 35 | Кел Кратчлоу     | 18    | 0   | 2   | 0  | 1  | 151   | 7  | 369  | 3     |
| 2012  | Moto2  | Tech 3 Racing             | Tech 3 Mistral 610           | 38 | Бредлі Сміт      | 17    | 0   | 0   | 0  | 0  | 109   | 9  | —    | —     |
| 2012  | Moto2  | Tech 3 Racing             | Tech 3 Mistral 610           | 19 | Ксав'є Сімеон    | 15    | 0   | 0   | 0  | 0  | 21    | 22 | —    | —     |
| 2013  | MotoGP | Monster Yamaha Tech 3     | Yamaha YZR-M1                | 35 | Кел Кратчлоу     | 18    | 0   | 4   | 2  | 0  | 188   | 5  | 304  | 3     |
| 2013  | MotoGP | Monster Yamaha Tech 3     | Yamaha YZR-M1                | 38 | Бредлі Сміт      | 17    | 0   | 0   | 0  | 0  | 116   | 10 | 304  | 3     |
| 2013  | Moto2  | Tech 3                    | Tech 3 Mistral 610           | 52 | Данні Кент       | 15    | 0   | 0   | 0  | 0  | 16    | 22 | —    | —     |
| 2013  | Moto2  | Tech 3                    | Tech 3 Mistral 610           | 96 | Луї Россі        | 17    | 0   | 0   | 0  | 0  | 6     | 24 | —    | —     |
| 2013  | Moto2  | Tech 3                    | Tech 3 Mistral 610           | 99 | Лукас Махьяс     | 1     | 0   | 0   | 0  | 0  | 0     | —  | —    | —     |
| 2013  | Moto2  | Singha Eneos Yamaha Tech3 | Tech 3 Mistral 610           | 46 | Деча Крайсарт    | 2     | 0   | 0   | 0  | 0  | 0     | —  | —    | —     |
| 2014  | MotoGP | Monster Yamaha Tech 3     | Yamaha YZR-M1                | 44 | Пол Еспаргаро    | 18    | 0   | 0   | 0  | 0  | 136   | 6  | 257  | 4     |
| 2014  | MotoGP | Monster Yamaha Tech 3     | Yamaha YZR-M1                | 38 | Бредлі Сміт      | 18    | 0   | 1   | 0  | 0  | 121   | 8  | 257  | 4     |
| 2014  | Moto2  | Tech 3                    | Tech 3 Mistral 610           | 23 | Марсель Шрьоттер | 18    | 0   | 0   | 0  | 0  | 80    | 10 | —    | —     |
| 2014  | Moto2  | Tech 3                    | Tech 3 Mistral 610           | 88 | Рікард Кардус    | 18    | 0   | 0   | 0  | 0  | 45    | 18 | —    | —     |
| 2015  | MotoGP | Monster Yamaha Tech 3     | Yamaha YZR-M1                | 38 | Бредлі Сміт      | 18    | 0   | 1   | 0  | 0  | 181   | 6  | 295  | 4     |
| 2015  | MotoGP | Monster Yamaha Tech 3     | Yamaha YZR-M1                | 44 | Пол Еспаргаро    | 18    | 0   | 0   | 0  | 0  | 114   | 9  | 295  | 4     |
| 2015  | Moto2  | Tech 3                    | Tech 3 Mistral 610           | 23 | Марсель Шрьоттер | 18    | 0   | 0   | 0  | 0  | 32    | 20 | —    | —     |
| 2015  | Moto2  | Tech 3                    | Tech 3 Mistral 610           | 88 | Рікард Кардус    | 9(17) | 0   | 0   | 0  | 0  | 0(20) | 24 | —    | —     |
| 2015  | Moto2  | Tech 3                    | Tech 3 Mistral 610           | 97 | Хав'єр Вієрж     | 9     | 0   | 0   | 0  | 0  | 0     | —  | —    | —     |

Примітка:
1. Статистичні дані подано з сезону 2001 року.

## Цікаві факти
- Перед сезоном 2014 року база команди у Борм-ле-Мімоза на півдні Франції була підтоплена повінню. Мотоцикли та інше майно команди було завантажене у вантажівки та готове до відправлення на передсезонні тести у Малайзію, коли води річки Батайле (фр. Batailler) вийшли з берегів. Було змито кілька коробок, даякі були підтоплені лише на дні. Загальна вартість завданих збитків була оцінена у 100 тис. €. Керівнику команди Гаю Кулону пощастило більше: його автомобіль Aston Martin, який був припаркований серед вантажівок, пошкоджень не зазнав.[4]

## Зовнішні посилання
- Офіційний сайт команди [Архівовано 3 травня 2013 у Wayback Machine.] (фр.)
- Профіль команди [Архівовано 20 липня 2013 у Wayback Machine.] на офіційному сайті MotoGP (англ.)